# معره حرمه
معره حرمه (به عربی: معرة حرمة) یک روستا در سوریه است که در ناحیه کفرنبل واقع شده‌است. معره حرمه ۷٬۲۱۶ نفر جمعیت دارد.